# Cassis de Dijon
Cassis de Dijon, plným označením Rewe-Zentral AG vs. Bundesmonopolverwaltung für Branntwein (120/78), je rozsudek Evropského soudního dvora z roku 1978. Soud rozhodl, že regulace domácího i dováženého zboží, která vytváří opatření s rovnocenným účinkem jako kvantitativní omezení, je protiprávním omezením volného pohybu zboží podle článku 34 Smlouvy o fungování Evropské unie (SFEU). Vytvořil však doktrínu kategorického požadavku, který takové opatření ospravedlňuje, pokud je vhodné a proporcionální svému účelu, nerozlišuje mezi domácím a dováženým zbožím a nezasahuje do evropským právem již harmonizované oblasti.

## Skutková podstata
Případ se týkal dovozu francouzského likéru Cassis de Dijon do Německa a jeho následného prodeje společností Rewe. Jedná se o likér z černého rybízu, který obsahuje od 15 do 20 % alkoholu. V Německu platil zákon, který zakazoval prodej ovocných likérů s obsahem alkoholu nižším než 25 %. Německé spolkové Ministerstvo financí povolilo dovoz tohoto likéru, nikoli však jeho prodej. Dovozce argumentoval, že se jedná o opatření s rovnocenným účinkem jako kvantitativní omezení zakázané Smlouvou o Evropském hospodářském společenství (EHS).

## Rozhodnutí soudu
Evropský soudní dvůr rozhodl, že německý zákon představuje opatření s rovnocenným účinkem jako kvantitativní omezení a je tak v rozporu se Smlouvou o EHS.
| „ | Pojem „opatření s rovnocenným účinkem jako kvantitativní omezení“ obsažený v článku 30 Smlouvy o EHS (dnes článek 34 SFEU) je třeba chápat v tom smyslu, že stanovení minimálního obsahu alkoholu v alkoholickém nápoji určeném pro spotřebu právním předpisem členského státu také spadá pod zákaz daný v tomto ustanovení, pokud se týká dovozu alkoholických nápojů vyrobených a obchodovaných v souladu s právem v jiném členském státě. | “ |

Soud argumentoval, že na německém trhu jsou volně dostupné alkoholické nápoje s širokou škálou obsaženého množství alkoholu a nejedná se tak o opatření vedoucí k ochraně veřejného zdraví, jak se dovolávala německá strana. Současně odmítl i tezi, že opatření má za úkol chránit spotřebitele před matoucí reklamou, neboť německý spotřebitel je zvyklý, že ovocný likér obsahuje minimálně 25 % alkoholu, a to z toho důvodu, že by vhodnějším opatřením bylo dostatečné označení výrobku. Německý zákon tak nesplnil jednu z podmínek kategorického požadavku.
Soud svým rozhodnutím vytvořil také princip vzájemného uznávání, tedy že zboží v souladu s právem vyráběné a obchodované v jednom členském státě může být dováženo do ostatních členských států.
Dále soud stanovil, že „překážky pohybu v rámci Společenství, které jsou důsledkem rozdílné národní právní úpravy týkající se obchodu těchto výrobků, mohou být akceptovány jen potud, pokud taková ustanovení jsou shledána jako nezbytná pro splnění oprávněných požadavků vyplývajících zejména z nutnosti efektivního fiskálního dohledu, ochrany veřejného zdraví, poctivých obchodních transakcí a ochrany spotřebitele.“ Tyto čtyři podmínky soud vytvořil jako změkčující opatření nad rámec možností vymezených v článku 36 SFEU.